# Smith Creek (Reeves Creek)
Smith Creek ist einer von mehreren Bächen dieses Namens im US-Bundesstaat Alabama. Er verläuft vollständig im Jackson County ganz im Nordosten des Bundesstaates, unweit der Staatsgrenzen zu Tennessee und Georgia, südwestlich von Chattanooga. Der Bach mündet in einer Höhe von 387 m in den Reeves Creek.

## Verlauf
Der Ursprung des Smith Creek liegt nördlich eines Tümpels etwa sechshundert Meter östlich des an der Alabama State Route 73 gelegenen Ebenezer Cemetery. Der Bach verlässt den Tümpel und fließt einige hundert Meter nach Süden durch ein enges Tal, bevor er von links einen nicht benannten Zufluss empfängt. Von da an folgt er durch relativ offenes Land einer südwestlichen Richtung. Kurz vor der Unterquerung der County Road 291 mündet von rechts ein weiterer nicht benannter Zufluss. Danach tritt der Smith Creek erneut in ein enges Tal ein, das nach einer Windung sich nach Süden wendet. In diesem Tal, in dem von beiden Seiten mehrere namenlose Zuflüsse einmünden, verläuft der Smith Creek bis zu seiner Mündung in den Reeves Creek, nur etwa zweihundert Meter oberhalb der Stelle an der State Route 73, an der dieser mit dem Buck Creek den Lively Creek bildet.